# School of Arts and Social Sciences (City University)
School of Arts and Social Sciences – jedno z pięciu kolegiów wchodzących w skład City University of London. Kolegium specializuje się w naukach społecznych, socjologii, ekonomii oraz naukach o stosunkach międzynarodowych. Obecnie skupia ok. 3000 studentów, z czego ok. 1000 osób stanowią magistranci i doktoranci. Kolegium mieści się w Rhind Building w dzielnicy Islington. 

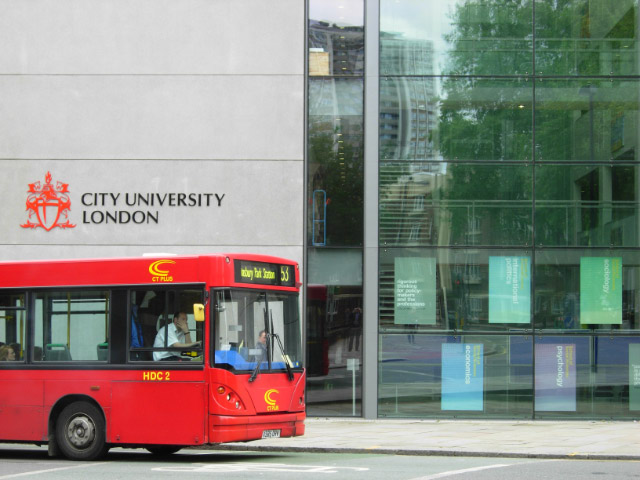
Rhind Building w Inslington

## Wydziały
W skład kolegium wchodzi osiem wydziałów:
- Wydział Ekonomii (Department of Economics);
- Wydział Polityki Międzynarodowej (Department of International Politics);
- Wydział Muzyki (Department of Music);
- Wydział Socjologii (Department of Sociology);
- Wydział Dziennikarstwa (Department of Journalism);
- Wydział Języka Angielskiego (Department of English);
- Wydział Psychologii (Department of Psychology);
- Centrum Studiów Językowych (Centre for Language Studies).